# Fragaria nubicola
Fragaria nubicola es una especie de plantas del género Fragaria nativa del Asia templada y tropical, se distribuye en Tíbet y Yunnan en China; Bután, India, Nepal y Myanmar.

## Descripción
Especie herbácea, perenne de hábito postrado con fuertes rizomas y largos estolones. Las hojas son pinnadas con tres foliolos ovados o elípticos, de 1,5-5 x 3 cm, obtusos, de base cuneiforme; sésil o con un corto pedúnculo (1 mm). Los bordes son profundamente serrados, con 7 a 14 dientes a cada lado. Presentan una sedosa pubescencia en el envés.
Las flores, de color blanco, miden entre 1,5 a 2,5 cm, con cinco pétalos ampliamente obovados y cinco sépalos más pequeños, de color verde y forma triangular. Aquenios de 1-1,5 mm dentro de un receptáculo suculento y globoso de unos 10 a 15 mm de diámetro con sabor ácido.

Esta especie florece a mediados de primavera, entre abril y junio.